# Welcome to Jamrock
Welcome to Jamrock è il terzo album di Damian Marley, figlio di Bob Marley. L'album è uscito negli Stati Uniti d'America il 12 settembre 2005 e il 13 settembre in Gran Bretagna.
Marley con esso ha vinto due Grammy Award nel 2006, uno come "Best Reggae Album" e uno come "Best Urban/Alternative Performance" con l'omonimo singolo Welcome to Jamrock.
Hanno partecipato anche Stephen Marley e Nas.
L'intro della traccia 'Road to Zion' è un omaggio ad Ella Fitzgerald: contiene infatti una citazione del brano 'Russian Lullaby' da lei cantato nell'album 'The Irving Berlin Songbook, Vol.1'.

## Tracce
1. Confrontation
2. There For You
3. Welcome to Jamrock
4. The Master Has Come Back - (2nd int'l single)
5. All Night - (featuring Stephen Marley)
6. Beautiful - (featuring Bobby Brown) (3rd int'l single)
7. Pimpa's Paradise - (featuring Stephen Marley and Black Thought)
8. Move!
9. For The Babies - (featuring Stephen Marley)
10. Hey Girl - (featuring Stephen Marley and Rovleta Fraser)
11. Road to Zion - (featuring Nas) (2nd US single)
12. We're Gonna Make It
13. In 2 Deep
14. Khaki Suit - (featuring Bounty Killer and Eek-A-Mouse)
15. Carnal Mind (UK-only bonus track) - (featuring Chew Stick)